# Hyakkai Zukan
Hyakkai-Zukan (百怪図巻, "O Volume Ilustrado de Cem Demónios") é um pergaminho ilustrado do artista japonês Sawaki Suushi, datado do período Edo. Terminado em 1737, este pergaminho é um bestiário sobrenatural, e coleção de fantasmas, espíritos e monstros, onde Suushi se inspirou na literatura, folclore, e outras obras de arte. Posteriormente, essas obras tiveram uma profunda influência nas pinturas de yōkais por gerações.

## Galeria

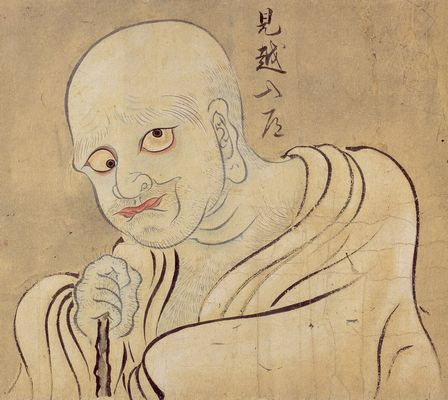
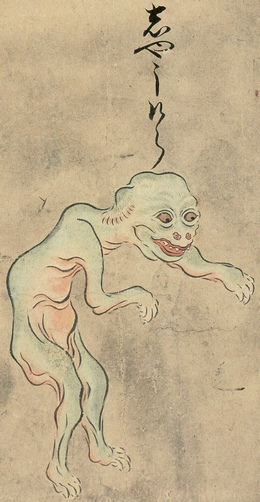
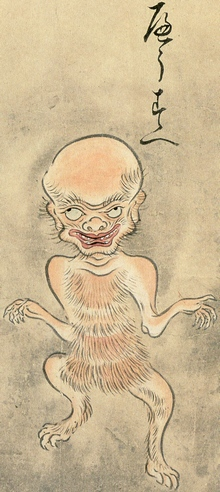
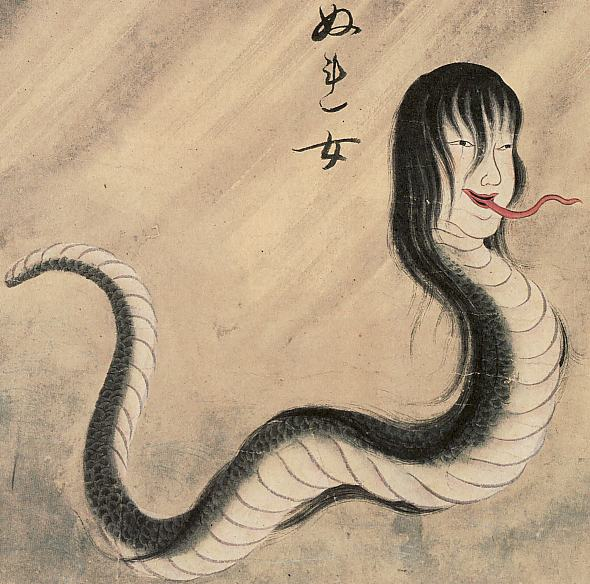
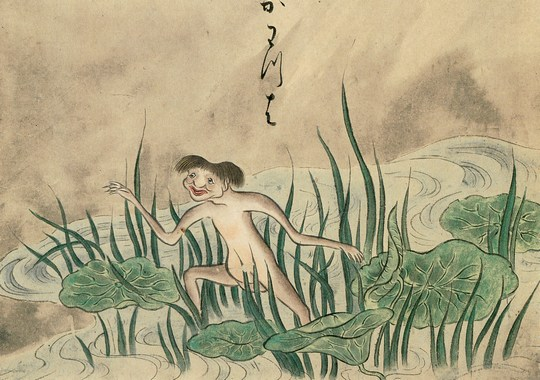
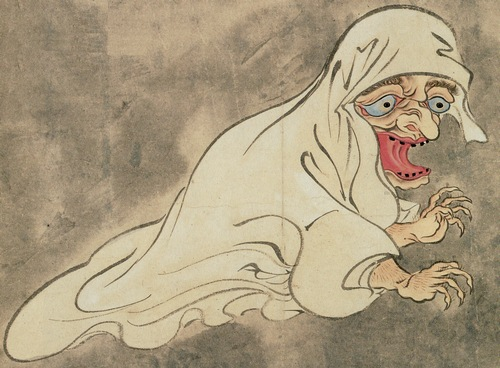
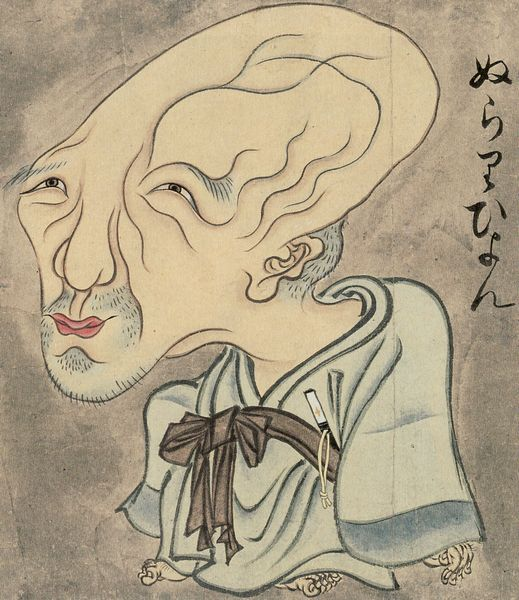
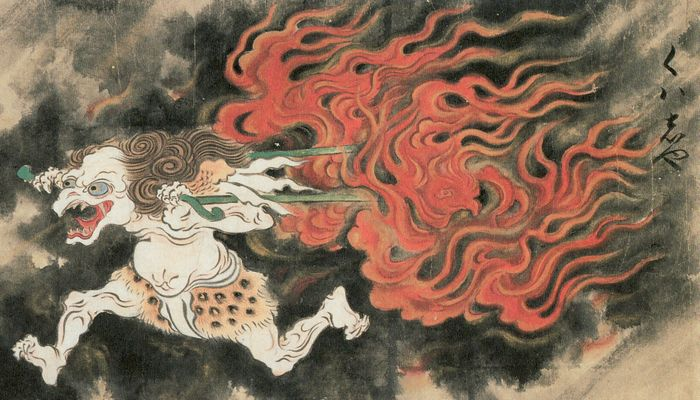
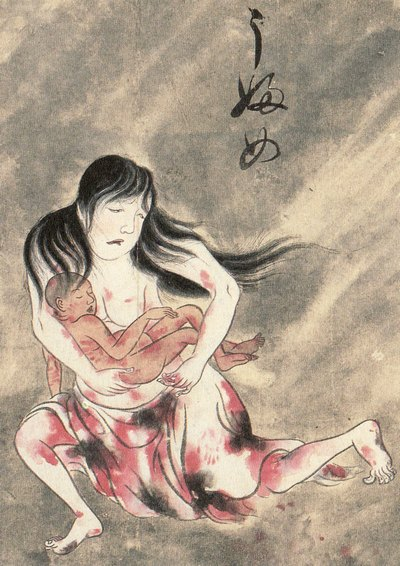
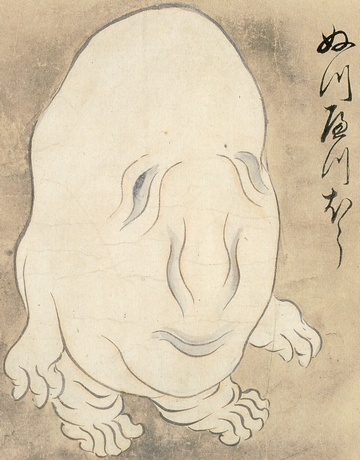
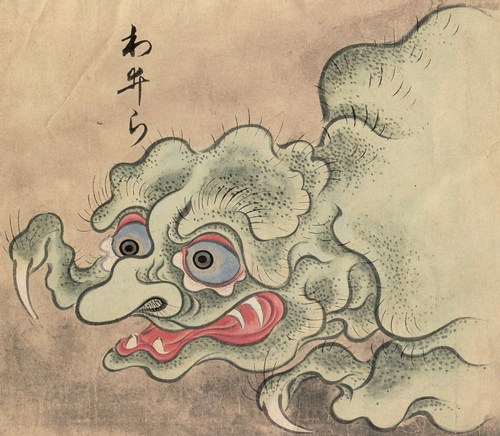
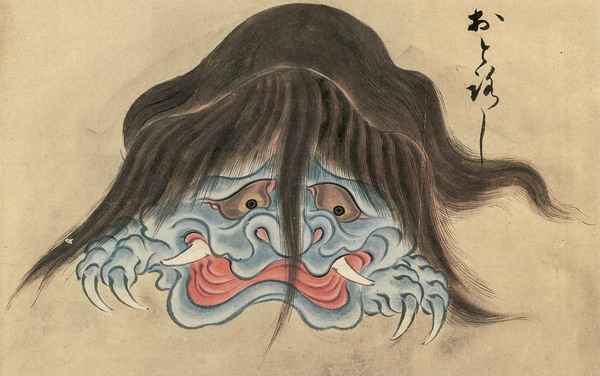
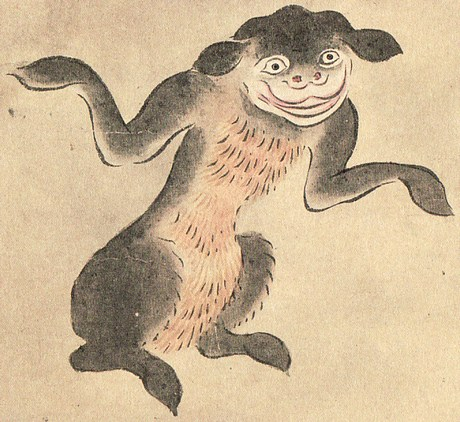
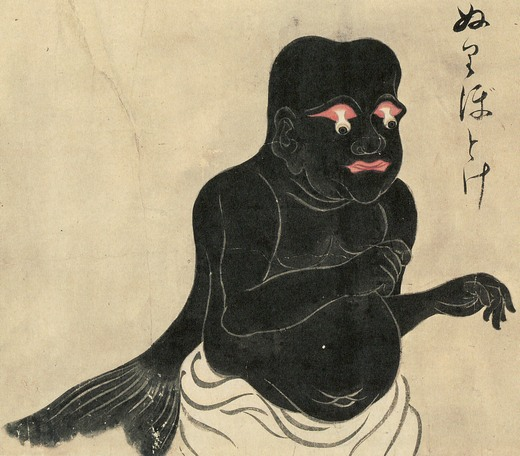
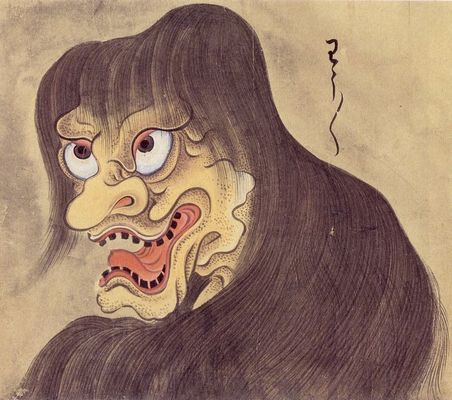
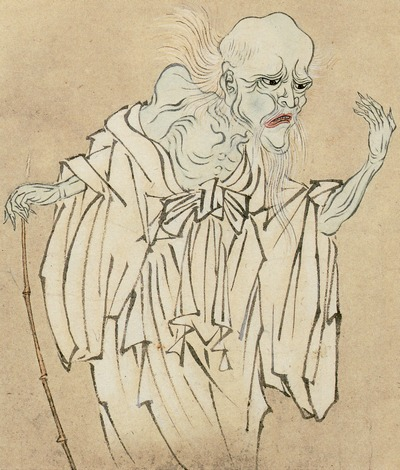
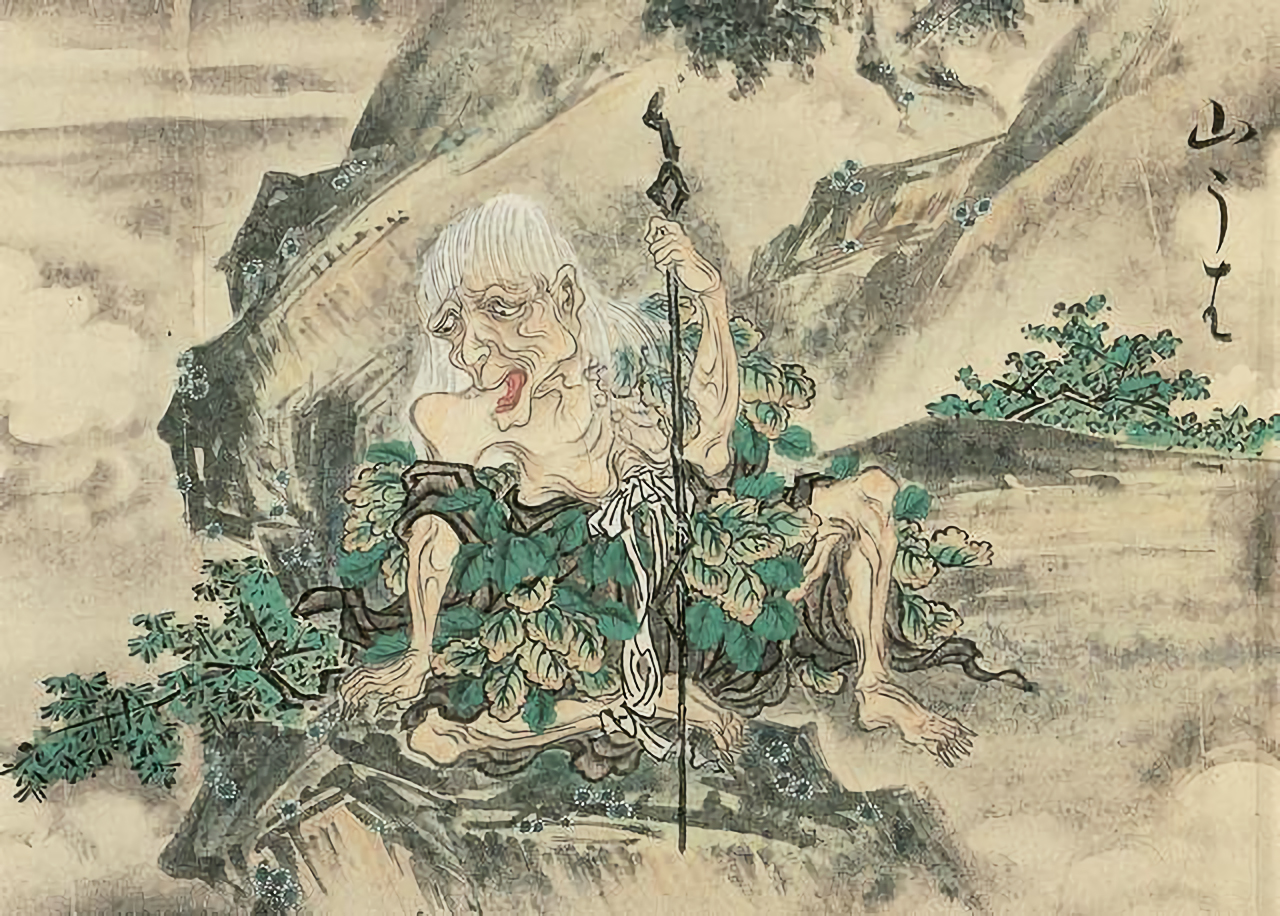
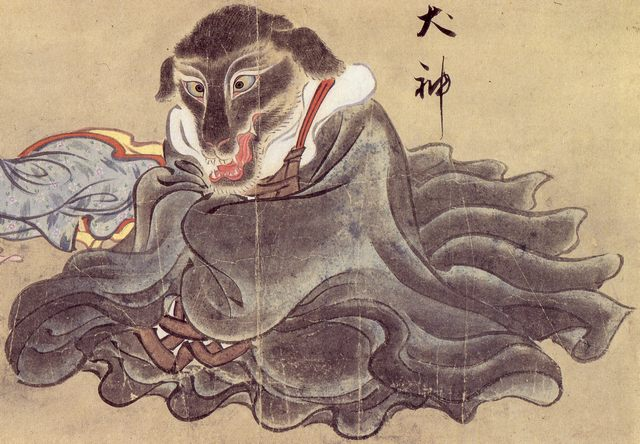
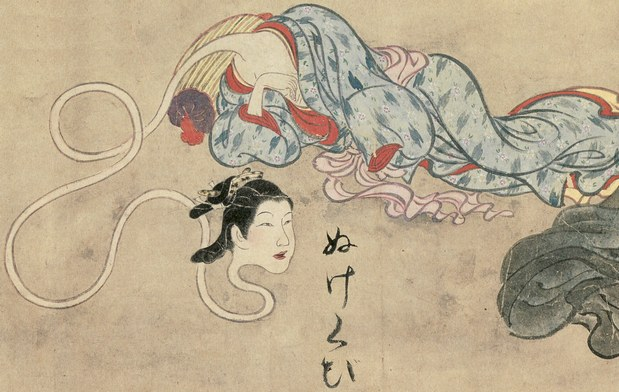
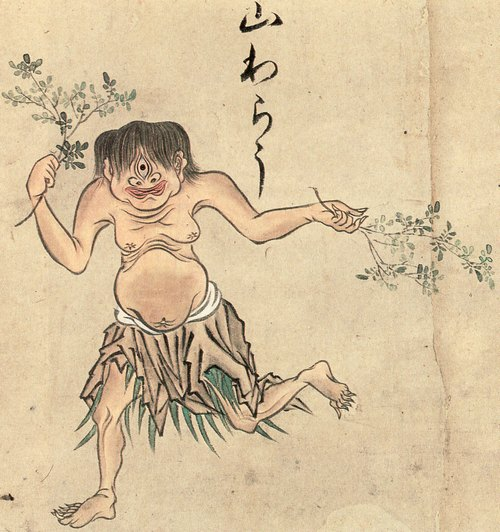
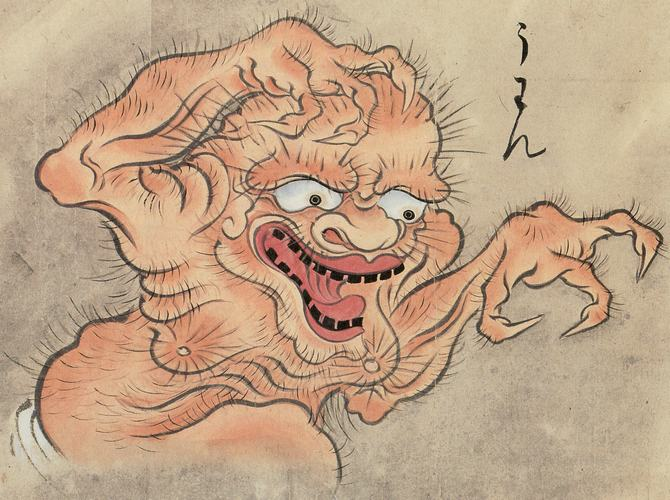
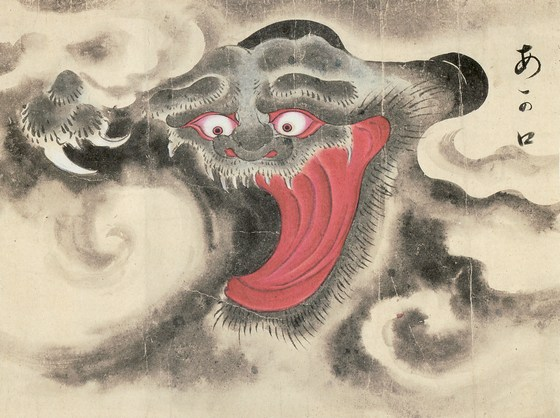
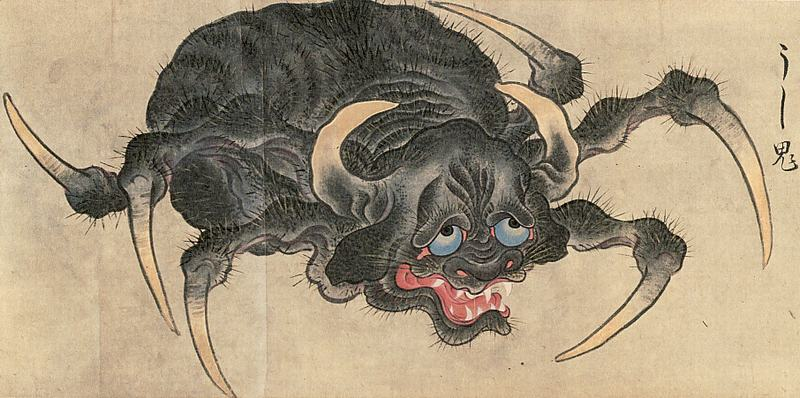
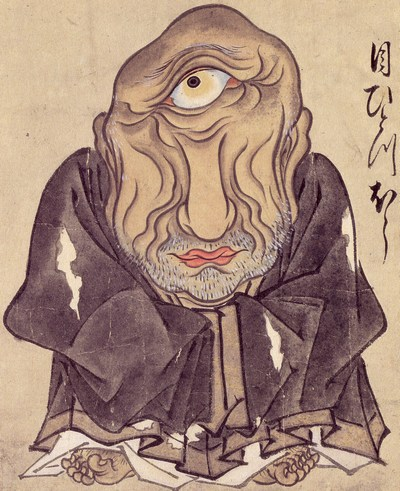
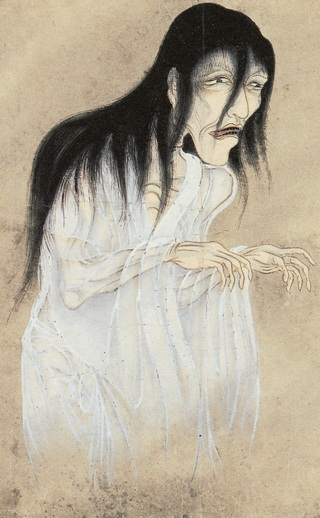
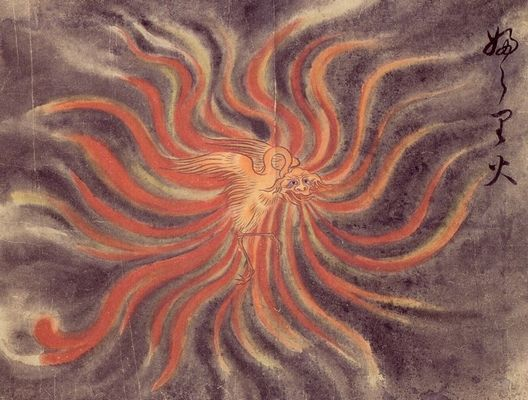
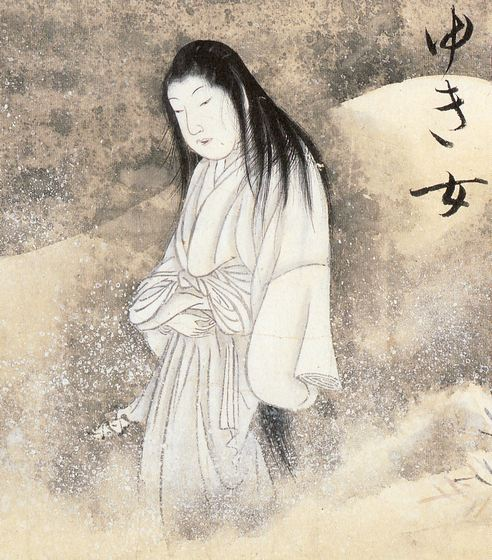
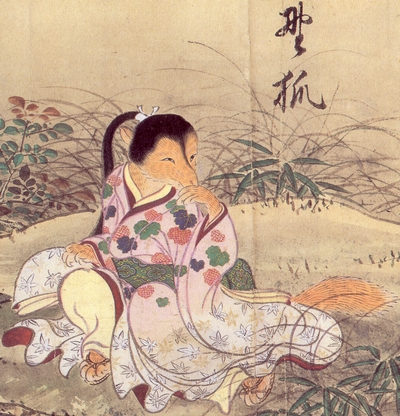
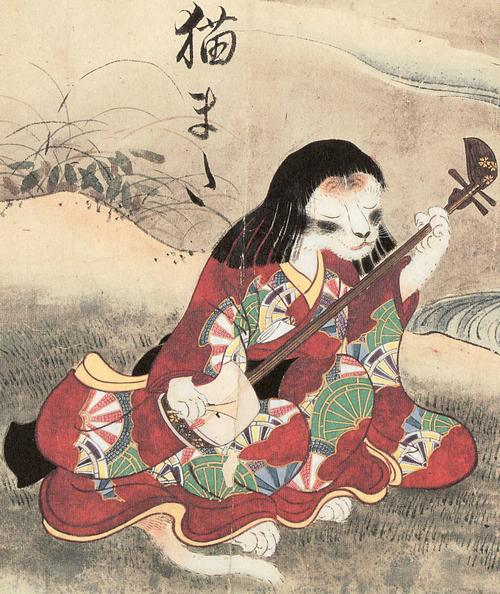
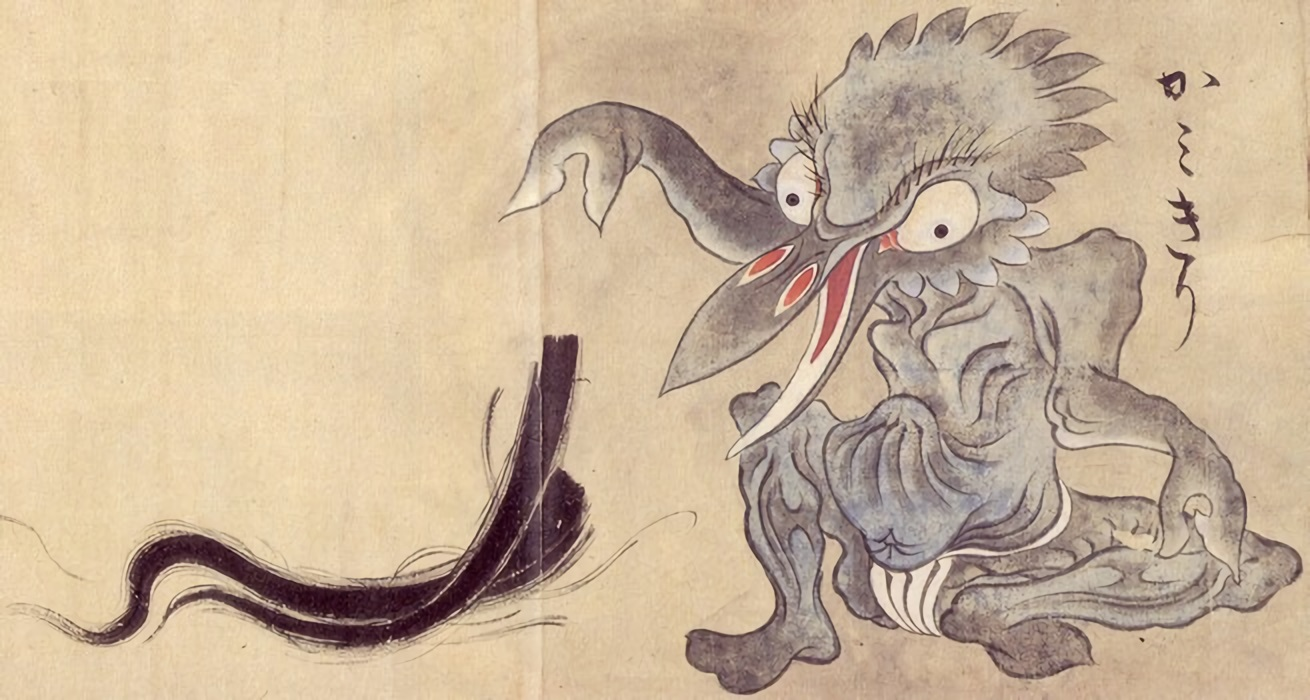

- Mikoshi-nyūdō (見越入道)
- Shōkera (しやうけら)
- Hyōsube (へうすへ)
- Nure-onna (ぬれ女)
- Kappa (かわつは)
- Gagoze (がごぜ)
- Nurarihyon (ぬらりひょん)
- Kasha (火車)
- Ubume (うぶめ)
- Nuppeppō (ぬつへつほう)
- Waira (わいら)
- Otoroshi (おとろし)
- Yamabiko (山びこ)
- Nuribotoke (ぬりぼとけ)
- Wauwau (わうわう)
- Yume no seirei (夢のせいれい)
- Yamauba (山うは)
- Inugami (犬神)
- Nukekubi (ぬけくび)
- Yamawarau (山わらう)
- Uwan (うわん)
- Akaguchi (あか口)
- Ushi-oni (うし鬼)
- Mehitotsu-bō (目ひとつぼう)
- Yūrei (ゆふれゐ)
- Furaribi (ふらり火)
- Yuki-onna (ゆき女)
- Yako (野狐)
- Nekomata (猫また)
- Kamikiri (かみきり)